# Fritz Ferchl
Friedrich Gottfried Michael Ferchl, genannt Fritz Ferchl (* 7. Juli 1892 in Neubeuern; † 19. Februar 1953 in Mittenwald) war ein deutscher Apotheker und Pharmaziehistoriker. Er widmete sich vor allem der pharmazeutischen Kulturgeschichte.

## Leben
Friedrich „Fritz“ Ferchl wuchs in der katholischen Familie des Zollbeamten Friedrich Ferchl (* 1859; † 1929) und dessen Ehefrau Auguste Elisabeth Ferchl (* 1863; † 1936) auf.
Nach Rückkehr als Freiwilliger aus dem Ersten Weltkrieg studierte Ferchl an der Ludwig-Maximilians-Universität München Pharmazie in den Jahren 1918 bis 1920 und schloss das Studium mit dem Staatsexamen ab. Er wurde im selben Jahr Apothekenverwalter in Murnau.
1923 übernahm er die Marienapotheke in Mittenwald und wurde Apothekenbesitzer. Nebenberuflich schrieb er eine wissenschaftliche Arbeit zur Entstehung des Begriffs Saponin und promovierte mit ihr 1931 zum Dr. phil. an der österreichischen Leopold-Franzens-Universität Innsbruck. Die gutachterlichen Referenten seiner Dissertation waren der Privatdozent Ludwig Winkler und der Universitätsprofessor Ludwig Kofler (* 1891; † 1951), Leiter des Instituts für Pharmakognosie seit 1926.
An der Universität Innsbruck erlangte er auch aufgrund seiner veröffentlichten Arbeiten in wissenschaftlichem Niveau den akademischen Titel eines Dr. phil. habil. für das Gebiet Geschichte der Pharmazie gemäß der deutschen Reichshabilitationsverordnung, die in Österreich in der Zeit des Nationalsozialismus galt. Eine entsprechende Urkunde wurde ihm mit Datum 15. Juli 1939 ausgestellt.

## Mitbegründer der Internationalen Gesellschaft für Geschichte der Pharmazie
Am 18. August 1926 nahm Ferchl an der Gründung der internationalen Gesellschaft für Geschichte der Pharmazie teil. Mit dem Vorsitzenden Ludwig Winkler und den Vorstandsmitgliedern Hermann Gelder, Georg Urdang und Walther Zimmermann arbeitete Ferchl 1929 in seiner Funktion als 2. Schriftführer und Redaktor eng zusammen.
Georg Urdang zählte Fritz Ferchl, der auch Redakteur der Veröffentlichungen war, wie auch Walther Zimmermann, Hermann Gelder und den Apotheker Georg Edmund Dann zu den „mehr oder weniger“ bedeutsamen Autoren der pharmazeutischen Geschichtsschreibung zu Zeiten der Weimarer Republik in Deutschland.

## Kurator des Deutschen Apotheken-Museums
Fritz Ferchl war einer der Apothekenmuseums-Gründungsväter im Jahre 1926 und ab 1937 erster Pfleger (Kurator) des Deutschen Apotheken-Museums. Zur Zeit der kriegsbedingten Schließung des damals in München beheimateten Museums im Jahre 1939 war Ferchl Angehöriger der Wehrmacht im Rang eines Oberstabsapothekers und später als Leiter des Wehrkreissanitätsparks XVIII in Salzburg bis 1945 dienstverpflichtet worden. Ihm war es jedoch möglich, sich nach dem Bombenangriff auf München im Herbst 1943 an der Bergung von Museumsgegenständen vor Ort zu beteiligen. Auch in den ersten Nachkriegsjahren setzte er sich für die Erhaltung des Apothekenmuseums an einem neuen Standort ein und für den Rücktransport von ausgelagerten Ausstellungsstücken.

## Mitläufer im NS-Regimes
Die politische Haltung Ferchls im Dritten Reich wird als „Mitläufer“ des Regimes eingestuft. Von „Reichsapothekerführer“ Albert Schmierer wurde er 1934 zum „Obmann für Standesgeschichte für das gesamte deutsche Sprachgebiet“ ernannt.

## Christus als Apotheker
Zur bildlichen Darstellung Christus als Apotheker, das Ferchl als „seltsame Blüte der Theologica mystica und Pharmacia religiosa“ beurteilte, sammelte er zahlreiches Bildmaterial und erläuterte es. Er nahm eine mehrstufige, kunstgeschichtliche Gruppierung aller Bilder dieses Motivs vor: 1. Christus steht frei hinter dem Rezepturtisch ohne Hintergrund; 2. Er bildet den Vordergrund des Bildes, dessen Mitte und Hintergrund gegliedert sind; 3. Christus ist in der Bildmitte, am Rezepturtisch stehend, abgebildet, im Hintergrund sind Apothekenregale zu sehen; 3. Auflockerung des Motivs: Außer Christus in der Offizin sind Nebenfiguren, Nebenszenen gemalt.

## Auszeichnungen
- Im Jahre 1948 wurde er mit der Schelenz-Plakette ausgezeichnet.[13]
- In den Jahren 1948/49 war er Vorsitzender Bayerischen Landes-Apothekenkammer.
- 1952 wurde er Ordentliches  Mitglied von L'Académie Internationale d'Histoire de la Pharmacie.
- Er war Ehrenmitglied der Internationalen Gesellschaft für Geschichte der Pharmazie.[14]

## Fritz-Ferchl-Medaille
Auf Anregung des Honorarprofessors für Geschichte der Pharmazie Wolfgang-Hagen Hein (* 1920; † 2003) wurde zu Ehren Fritz Ferchls von der Deutschen Gesellschaft für Geschichte der Pharmazie (DGGP) beschlossen, eine Gedenkmedaille anlässlich seines 80. Geburtstages 1972 zu prägen. Der Münchner Bildhauer Guido Goertz (* 1912; † 1992) gestaltete die Bronzemedaille mit einem Durchmesser von 80 Millimeter. Das Bildnis von Fritz Ferchl und seine Lebensdaten zierten die Schauseite. Die Rückseite trug die Inschrift PHARMACIAE HISTORIAE VIM REPRAESENTANDO AUXIT („Er vermehrte die die Geltung der Pharmaziegeschichte durch das Veranschaulichen“) rund um einen spätgotischen. Apothekenmörser. Zu den Persönlichkeiten, die im Jubiläumsjahr 1972 ausgezeichnet wurden, gehörten Pharmaziehistoriker des In- und Auslandes, die sich im Sinne von Ferchl literarisch bzw. museologisch hervorgetan hatten, darunter Georg Edmund Dann, Wolfgang-Hagen Hein, Günter Kallinich, Rudolf Schmitz, Wolfgang Schneider und der Innsbrucker Apothekenbesitzer Franz Winkler (* 1929), ein Enkel des österreichischen Apothekers, Pharmaziehistorikers und Mitbegründers der Gesellschaft für Geschichte der Pharmazie, Ludwig Winkler. Die Rechte der Verleihung der Fritz-Ferchl-Medaille wurden 1999 von der DGGP an die Stiftung und Gesellschaft des Deutschen Apotheken-Museums übertragen.

## Schriften (Auswahl)
- Münchens älteste Apotheke (1927)
- Die Apotheke von der Gotik bis zum Biedermeier. Arthur Nemayer, Mittenwald (Bayern) 1929 (= Veröffentlichung der Gesellschaft für Geschichte der Pharmazie).
- Die Marktapotheke zu Meißen  (1930)
- Deutsche Apotheken-Altertümer (1936)
- als Hrsg.: Chemisch-pharmazeutisches Bio- und Bibliographikon. 2 Bände. Hrsg. im Auftrag der Gesellschaft für Geschichte der Pharmazie. Nemayer, Mittenwald 1937, ISBN 978-3-500-23710-7.
- Geschichte der Botanik. Zugleich eine Buchbesprechung[16]
- Christus als Apotheker[17]
- mit Süssenguth: Kurzgeschichte der Chemie.
- Geschichte der Pharmazie in einer Stunde (1951)

Eine Bibliographie der wichtigsten Veröffentlichungen Fritz Ferchls wurde von Ferdinand Schmidt ausgearbeitet und einem Beitrag von Georg Edmund Dann 1965 beigefügt.